# Бухарский государственный университет
Буха́рский госуда́рственный университе́т (узб. Buxoro davlat universiteti / Бухоро давлат университети) — один из старейших университетов Узбекистана и Средней Азии, один из крупнейших университетов страны. Расположен в городе Бухара. До 1992 года носил название Бухарский педагогический институт имени Файзуллы Ходжаева.

## История
После образования Бухарской народной советской республики в 1920 году, в Бухаре был открыт институт народного просвещения, который стал первым светским высшим учебным заведением в истории города. Одними из основателей данного института были Абдурауф Фитрат и Файзулла Ходжаев. После упразднения БНСР, институт фактически прекратил существование. В 1930 году постановлением правительства Узбекской ССР был организован Бухарский педагогический институт. В первые годы существования данного учебного заведения, имелись лишь два отделения — историко-общественный и химико-биологический, а количество студентов составляло 45 человек. Уже к 1935 году в институте имелись пять отделений, которые впоследствии были преобразованы в факультеты. В первые годы работы педагогического института, в нем работали А. Фитрат, М. Салихов, М. Саиджанов, В. Абдуллаев, Г. Юсупов, Б. Чупанзаде, И. Кожин, Ф. Трудаков, П. Короленко, Н. Меркулович и другие.
Во время Второй мировой войны, большинство преподавателей и студентов отправились на фронт, и институт функционировал лишь частично. В это время в городах Карши, Гиждуван и Шафиркан были открыты небольшие филиалы Бухарского института, а позднее и в других городах Узбекской ССР. Именно с филиала Бухарского педагогического института имеют своё начало университеты Карши, Термеза и Ургенча.
В послевоенные годы институт стал развиваться и стал одним из крупнейших высших учебных заведений Узбекской ССР и соседних союзных среднеазиатских республик. Если в 1946 году количество студентов института составляло 520, то к 1960 году оно увеличилось до 1575, а в 1980-е годы до 7530. В институте работали ведущие учёные республики и соседних стран. Наибольшее развитие получили факультеты биологии, химии, физик,и гелиотехники, ихтиологии, философии, географии, истории, лингвистики, филологии и литературоведения. Выпускниками Бухарского педагогического института являются многие известные общественные, культурные, научные и политические деятели Узбекистана и соседних стран. Некоторое время институт носил имя Файзуллы Ходжаева.
После распада СССР и обретения независимости Узбекистаном, в 1992 году Бухарский педагогический институт был преобразован в университет, и стал Бухарским государственным университетом. Благодаря поддержки со стороны государства, университет Бухары стал одним из крупнейших в Узбекистане, который ежегодно выпускает большое количество высококвалифицированных специалистов. Действуют программы по сотрудничеству с ВУЗами Франции, Германии, Великобритании, Италии, России, Польши и США.

## Факультеты
В настоящее время в университете имеется 9 факультетов.
- Факультет педагогики
  - Психология
  - Образование в сфере занятости
  - Музыкальное образование
  - Педагогика
- Физико-математический факультет
  - Информационные технологии
  - Математика
  - Физика
- Факультет естественных наук
  - Биология
  - Химия
  - Экология
  - Почвоведение и география
- Факультет филологии
  - Английская лингвистика
  - Английская литература
  - Немецкий и французский языки
  - Русский язык и литература
  - Узбекская литература
  - Узбекская лингвистика
- Факультет дошкольного и начального образования
  - Начальное образование
  - Дошкольное образование
- Факультет истории и культурного наследия
  - Исламская история и источниковедение, философия
  - Национальная идея, право и основы духовности
  - История Бухары
  - Всемирная история
- Факультет физической культуры
  - Теория и методика физического воспитания
  - Физическая подготовка и спорт
- Факультет туризма
  - Экономика
  - Изобразительное искусство и инженерная графика
  - Туризм
- Факультет довоенной подготовки

## Руководство
С 2019 года ректором Бухарского государственного университета является доктор экономических наук Обиджон Хафизович Хамидов, бывший проректор Ташкентского государственного экономического университета (2017—2019).

### Все ректоры
| Период     | Ректор                  |
| ---------- | ----------------------- |
| 1930—1931  | Каримджон Вахобов       |
| 1931—1934  | Ганиджон Усманов        |
| 1935—1936  | Х. Валиев               |
| 1935—1936  | Д. Раджабов             |
| 1937—1938  | Г. Терешханов           |
| 1938—1940  | Рустам Агзамов          |
| 1940       | Анна Сбизова            |
| 1940—1943  | Мустафо Давлат-Юсупов   |
| 1944—1948  | Шариф Хамидий           |
| 1948—1950  | Туроб Джураев           |
| 1951—1955  | Ш. Максудов             |
| 1955—1957  | Р. Якубов               |
| 1957—1960  | Мухтор Рахматов         |
| 1960—1977  | Джума Намозов           |
| 1977—1979  | Наримон Джабборов       |
| 1979—1986  | Вафо Муминов            |
| 1986—1992  | Фарход Косимов          |
| 1992—2005  | Комил Мукимов           |
| 2005—2009  | Олтин Ёриев             |
| 2010—2014  | Зокирхуджа Тоджихуджаев |
| 2014—2019  | Абдукобил Тулаганов     |
| 2019—н. в. | Обиджон Хамидов         |